# WWE Money in the Bank (2021)
Money in the Bank 2021 war eine Wrestling-Veranstaltung der WWE, die als Pay-per-View auf dem WWE Network ausgestrahlt wurde. Sie fand am 18. Juli 2021 in der Dickies Arena in Fort Worth, Texas, Vereinigte Staaten statt. Es war die 12. Austragung des WWE Money in the Bank seit 2010. Die Veranstaltung fand zum ersten Mal in Texas statt.

## Hintergrund
Im Vorfeld der Veranstaltung wurden sieben Matches, dafür eines für die Pre-Show angesetzt. Diese resultierten aus den Storylines, die in den Wochen vor dem Pay-Per-View bei Raw und SmackDown, den wöchentlichen Shows der WWE gezeigt wurden.
Bayley fiel für das ursprünglich angesetzte Match um die SmackDown Women’s Championship, aufgrund einer Verletzung aus. Ihr Platz wurde von Carmella eingenommen. Dieses Match fand bei der SmackDown-Ausgabe vom 16. Juli 2021 statt.

## Ergebnisse
| Matchart                                                             |                                |      |                                                                                                 | Zeit  |
| -------------------------------------------------------------------- | ------------------------------ | ---- | ----------------------------------------------------------------------------------------------- | ----- |
| Tag-Team-Match um die SmackDown Tag Team Championship Pre-Show-Match | The Usos Jimmy Uso und Jey Uso | bes. | Rey Mysterio und Dominik Mysterio (C)                                                           | 11:26 |
| Women’s Money-in-the-Bank-Ladder-Match                               | Nikki A.S.H.                   | bes. | Naomi, Alexa Bliss, Asuka, Zelina Vega, Liv Morgan, Natalya und Tamina                          | 15:48 |
| Tag-Team-Match um die Raw Tag Team Championship                      | AJ Styles und Omos (C)         | bes. | The Viking Raiders Erik und Ivar                                                                | 12:54 |
| Singles-Match um die WWE Championship                                | Bobby Lashley (C)              | bes. | Kofi Kingston                                                                                   | 7:40  |
| Singles-Match um die Raw Women’s Championship                        | Charlotte Flair                | bes. | Rhea Ripley (C)                                                                                 | 16:50 |
| Men’s Money-in-the-Bank-Ladder-Match                                 | Big E                          | bes. | Ricochet, John Morrison, Drew McIntyre, Riddle, Kevin Owens, Shinsuke Nakamura und Seth Rollins | 18:04 |
| Singles-Match um die WWE Universal Championship                      | Roman Reigns (C)               | bes. | Edge                                                                                            | 33:10 |

| Funktion      | Name            |
| ------------- | --------------- |
| Kommentatoren | Byron Saxton    |
| Kommentatoren | Pat McAfee      |
| Kommentatoren | Jimmy Smith     |
| Kommentatoren | Corey Graves    |
| Kommentatoren | Michael Cole    |
| Pre-Show      | Kayla Braxton   |
| Pre-Show      | Peter Rosenberg |
| Pre-Show      | Jerry Lawler    |
| Pre-Show      | JBL             |
| Pre-Show      | Booker T        |
| Pre-Show      | Sonya Deville   |
| Ringansager   | Mike Rome       |
| Ringansager   | Greg Hamilton   |

## Besonderheiten
- Dies war der erste Pay-Per-View, abgesehen von WrestleMania 37, wo nach über einem Jahr wieder Zuschauer zugelassen waren.
- John Cena kehrte zurück, nachdem Reigns siegte, und zeigte auf den Universal Championship.